# Museumslay

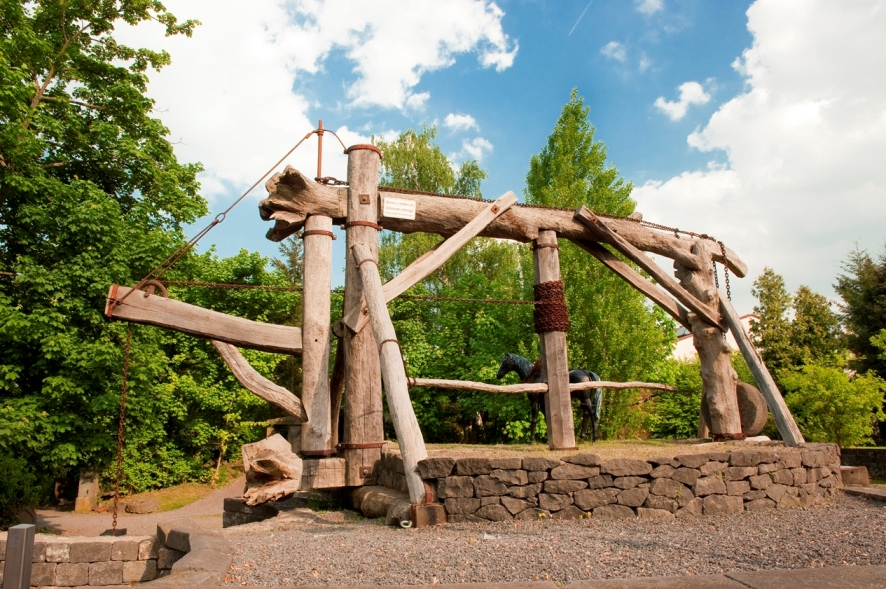
Göpelwerk auf der Museumslay

Die Museumslay in Mendig ist eine Freiluftausstellung zum Basaltabbau und zur Basaltverarbeitung und gehört zu den Stationen des Vulkanparks.
In Mendig wurde bis 1964 Basaltstein unter Tage abgebaut. Ca. 3 km² der Stadt sind durch den Abbau unterhöhlt und ein Netz aus Stollen und Schächten entstand. Die Museumslay befindet sich zusammen mit dem Lava-Dome und den Lavakellern auf der „Museumsinsel“. Während im Vulkanmuseum „Lava-Dome“ der Vulkanismus mit den resultierenden Basaltvorkommen erläutert wird, zeugen die Lavakeller 32 Meter unter der Erde vom Untertage-Abbau des Basaltsteins. Auf der Museumslay werden die Arbeitsgänge, die beim Basaltabbau bzw. der ‑verarbeitung über Tage stattfanden, dargestellt.
Hierzu zählen das Zerteilen der Rohblöcke, die Fertigung von Mühlsteinen und das Zurichten von Bauquadern. Die Ausstellung umfasst zahlreiche Werkstücke in allen Stadien der Bearbeitung und fertige Basaltprodukte. Außerdem sind eine Lorenbahn sowie Hebezeuge aus verschiedenen Epochen ausgestellt: Ein Göpelwerk, ein Elektrokran und ein Dreibein aus Stahl. Eine Steinmetzhütte und Schmiede vervollständigen die Vorstellung vom Arbeitsalltag der Layer.